# Marc Lammers

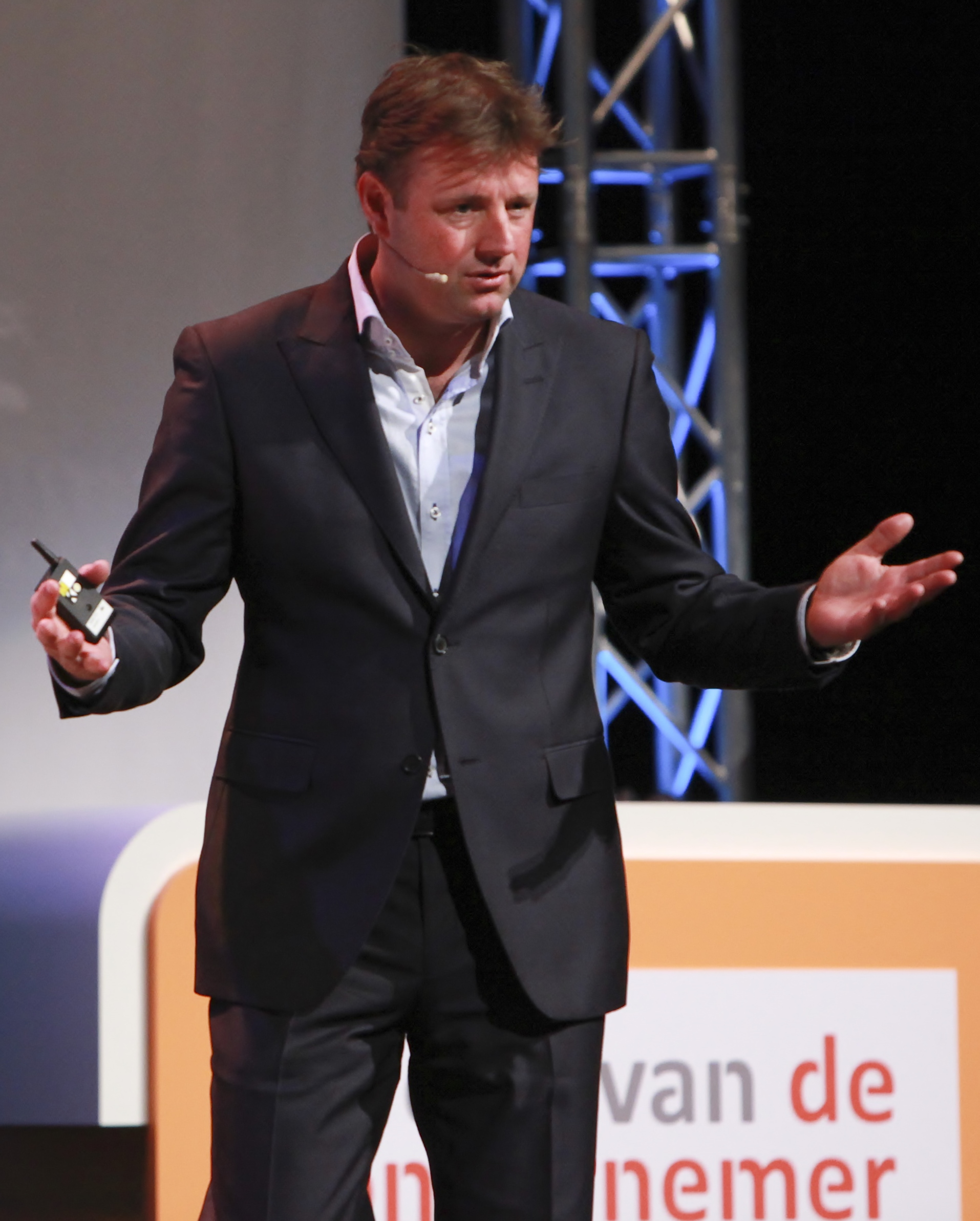
Lammers tijdens de Week van de Ondernemer 2011.

Marc Lammers (Oss, 15 maart 1969) is een Nederlands hockeycoach en voormalig hockeyspeler.
Lammers was acht jaar lang de bondscoach van het Nederlandse dameshockeyteam. Hij stond aan de leiding van het team dat de zilveren medaille won op de Olympische Spelen van 2004 in Athene, Griekenland en de gouden medaille op de Olympische Spelen van 2008 in Peking. Ook werd het dameshockeyteam aan de hand van Lammers wereldkampioen in 2006. Na de Olympische Spelen in Peking 2008 stopte Lammers als bondscoach.
Als speler speelde hij vijf interlands voor het Nederlandse herenhockeyteam. Lammers speelde 16 jaar in de Nederlandse Hoofdklasse, bij de clubs Oranje Zwart en Hockeyclub 's-Hertogenbosch.
Na enkele jaren als coach van verschillende jeugdteams werd Lammers eind jaren 90 de assistent van Tom van 't Hek bij het Nederlandse dameshockeyteam. Een paar maanden voor de Women's Field Hockey World Cup 1998 gespeeld in Utrecht, werd Lammers benoemd als coach van het Spaanse nationale dameshockeyteam, waarmee hij vierde werd op de Olympische Spelen van 2000 in Sydney, Australië). Twee maanden later werd hij de hoofdcoach van het Nederlandse dameshockeyelftal. 
In 2012 werd hij bondscoach van het Belgische herenhockeyteam, waarmee hij in 2013 tot de tweede plaats op het EK hockey en de vijfde plaats op het WK reikte. In juli 2014 maakte Lammers bekend om persoonlijke redenen per direct als bondscoach van de Belgische hockeymannen te stoppen, maar hij kondigde tevens ook zijn afscheid als hockeycoach aan. Achteraf bleek dat een tijdelijke stop. Met ingang van het seizoen 2022/23 werd Lammers coach van Den Bosch, de club waar hij acht jaar voor actief is geweest.

## Spelersloopbaan
| 1985-1988: Den Bosch         |
| 1988-1989: Tilburg           |
| 1989-1992: Oranje Zwart      |
| 1992-1993: Cernusco (Italië) |
| 1993-1998: Den Bosch         |

Naast het clubhockey was hij ook 5 keer actief als international voor het Nederlands herenhockeyteam, waarin hij geen enkele keer wist te scoren. Marc Lammers was ook jeugdinternational; voor Nederland onder 16, Nederland onder 18 en Nederland onder 21.

## Innoveren
Lammers staat erom bekend dat hij veel moderne technieken introduceert bij het coachen. Zo zijn er in het hedendaagse hockey veel manieren en technieken te vinden die door Lammers zijn geïntroduceerd. Enkele voorbeelden hiervan zijn het "lammeren", de videobril, de videolaptop, nieuwe hockeysticks en de "cooling down vesten".
In 2002 was Lammers coach van het damesteam dat de finale bereikte bij het Wereldkampioenschap. Daar gaf hij zes speelsters een oortje in zodat hij hen instructies kon geven over het nemen van  strafcorners. Dit werd ontdekt en vervolgens verboden, hoewel het in sommige andere sporten wel is toegestaan.